# درلين هوفمان
درلين هوفمان  (بالإنجليزية: Darleane Christian Hoffman)‏(8 نوفمبر 1926) هي كيميائية نووية أمريكية كانت من بين الباحثين الذين أثبتوا وجود عنصر سيبورغيوم. كما تعمل في جامعة كاليفورنيا (بركلي) بدرجة بروفيسور. 

## نشأتها وتعليمها
ولدت درلين هوفمان في مدينة تيريل، ابنة لكارل بي وإلفرنا كلوت، والدها كان يعمل كمدرس رياضيات ومدير لمدرسة وأمها كانت كاتبة ومخرجة مسرحيات، عندما كانت درلين طالبة مستجدة في جامعة ولاية آيوا درست مادة كيمياء إجبارية كان محاضرها نيللي مايو نايلور، ثم قررت متابعة الدراسة في ذلك المجال. 

## حياتها الشخصية
بعد حصولها درجة الدكتوراة مباشرة تزوجت الفيزيائي مارفن هوفمان ثم أنجبت طفلان هما مورين وداريل.

## الجوائز
- قلادة بريستلي في عام 2000 (كانت هي الأمرأة الثانية التي تفوز بالميدالية بعد [[ماري قود]] في 1997).
- قلادة العلوم الوطنية الأمريكية في عام 1997.
- وسام جارفان أولين في عام 1990.
- جائزة الكيمياء النووية ACS في عام 1983 (أول أمرأة تفوز بالجائزة)
- زمالة غوغنهايم في عام 1978.
- عضوة في الأكاديمية النرويجية للعلوم والآداب.